# Ludwig Hornung

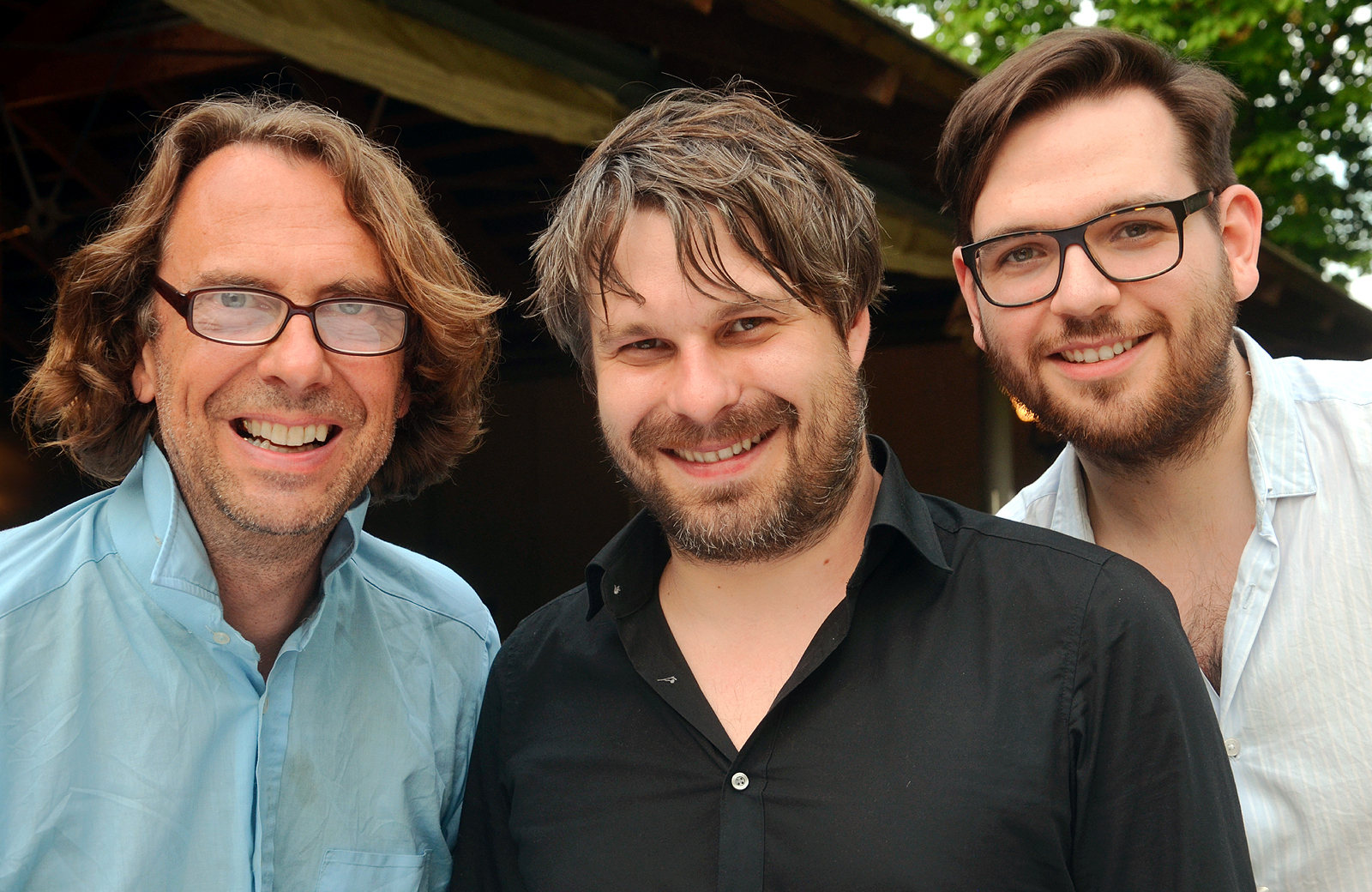
Das „Triebwerk“: Ludwig Hornung (rechts), Wanja Slavin (Mitte) und John Schröder;
2017 nach einem Konzert auf dem Hermannshof in Völksen

Ludwig Hornung (* 1986 in Bad Dürkheim) ist ein deutscher Jazzmusiker (Piano, Fender Rhodes, Komposition).

## Leben und Wirken
Hornung, der aus Neustadt an der Weinstraße stammt und in Berlin lebt, bekam ab sechs Jahren eine klassische Klavier-Ausbildung; außerdem hatte er Schlagzeugunterricht. Er erhielt Auszeichnungen im Rahmen von Jugend musiziert und Jugend jazzt. Als Jugendlicher beschäftigte er sich zunächst mit Stilen wie Trip-Hop, Hip-Hop, Breakbeat und Remix-Projekten, u. a. mit dem Electro-Duo Third I Vision; außerdem wirkte er mit der Vaudeville-Gruppe Kabarettit bei einem politischen Satireprogramm mit. Hornung studierte Piano am Jazz-Institut Berlin bei Ludwig Nuss, wo er auch den Bachelor mit Auszeichnung erwarb.
Mit Wanja Slavin und John Schröder bildete er das Trio Triebwerk Hornung, mit dem er 2015 ein gleichnamiges Album für Unit Records aufnahm. Im selben Jahr spielte er mit seinem Trio, bestehend aus Phil Donkin (Bass) und Bernd Oezsevim (Schlagzeug), sein Debütalbum Spieler ein, das 2017 bei (Double Moon Records) erschien. Laut Stern ist seine Musik (neben sechs Eigenkompositionen eine Coverversion von Thelonious Monks „Ugly Beauty“) „von einer großen Spielfreude und Lust an der Virtuosität geprägt“. 2018/19 spielte er auch als Solist und im Tobias Meinhart Quartett. 2022 legte er mit Donkin und Oezsevim das gemeinsame Album Strukturen vor.